# Arribes del Duero
Arribes del Duero es un espacio natural protegido español —declarado parque natural, zona de especial protección para las aves, zona especial de conservación y reserva de la biosfera— que se extiende por el noroeste de la provincia de Salamanca y el sudoeste de la provincia de Zamora, en la comunidad autónoma de Castilla y León, junto a la frontera portuguesa.
Tanto «arribes», como «arribas» y «arribanzos» son vocablos leoneses utilizados para denominar la garganta fluvial del río Duero y la de sus afluentes Águeda, Esla, Huebra, Tormes y el río de las Uces en esta zona. Esta geomorfología se caracteriza por una zona de depresión o de altitud más baja y otra de penillanura o de altitud más elevada, siendo los arribes el conjunto de ambas zonas, que se sitúan a orillas de estos ríos.
Su territorio está protegido para preservar el nivel de conservación de sus ecosistemas naturales y valores paisajísticos en armonía con los usos, derechos y aprovechamientos tradicionales y con la realización de actividades educativas, científicas, culturales, recreativas, turísticas o socioeconómicas compatibles. La Junta de Castilla y León incorporó este territorio a su red de parques naturales el 11 de abril de 2002 con el nombre de parque natural de Arribes del Duero. El Gobierno portugués hizo lo mismo con su parte algo antes, el 11 de mayo de 1998, con el nombre de parque natural del Duero Internacional. Está catalogado también, casi con la misma extensión, como Zona de Especial Protección para las Aves (ZEPA) y Zona Especial de Conservación (ZEC), del proyecto europeo Red Natura 2000. Además, el 9 de junio de 2015, los dos parques son declarados reserva de la biosfera transfronteriza por la Unesco bajo la denominación de Meseta Ibérica, junto con otras zonas protegidas españolas y portuguesas, entre las que destacan el parque natural Lago de Sanabria y sierras Segundera y de Porto, en territorio español, y el parque natural de Montesinho, en la parte lusa, así como distintos espacios de la Red Natura 2000.
Los grandes desniveles de su orografía, el alto caudal del Duero y los numerosos ríos que en él desembocan convierten a esta zona en una de las de mayor potencial hidroeléctrico de la península ibérica. Los gobiernos de España y Portugal firmaron en 1927 un acuerdo para repartirse el aprovechamiento del Duero internacional en dos sectores, a raíz del cual se construyó la red de embalses de Saltos del Duero.
La profunda hendidura abierta por el encajonamiento del Duero y sus afluentes suaviza el régimen térmico hasta el punto de permitir el desarrollo de una inusual vegetación termóﬁla y de cultivos típicamente mediterráneos en bancales, ya que la garganta del Duero se comporta como un condensador de calor. Así, mientras que en la penillanura imperan unas condiciones climáticas caracterizadas por inviernos largos y muy fríos, y veranos cortos y moderadamente cálidos, el escobio fluvial representa un islote de calor que redunda en que los inviernos sean cortos y suaves y los veranos largos y calurosos. Además de la diversidad vegetal, las vertientes más escarpadas se han convertido en un lugar idóneo para el refugio de la fauna salvaje, especialmente para las aves.
Su ubicación fronteriza, alejada de los grandes núcleos de población y con escasas infraestructuras, ha propiciado un continuo proceso de despoblación de sus pueblos, aunque también ha permitido la conservación de un amplio patrimonio histórico, cultural y natural, entre los que destacan su paisaje, arquitectura y tradiciones. En los últimos años, con la protección de este territorio, han llegado algunas iniciativas inversoras relacionadas con el turismo y el comercio minorista transfronterizo. Esta circunstancia ha evidenciado que sea necesario preservar y potenciar su hábitat natural, su patrimonio y sus tradiciones socioculturales, principales propulsores de su economía.

## Etimología
En la provincia de Salamanca se conocen popularmente como «las arribes» y en la provincia de Zamora como «los arribes».

## Geografía

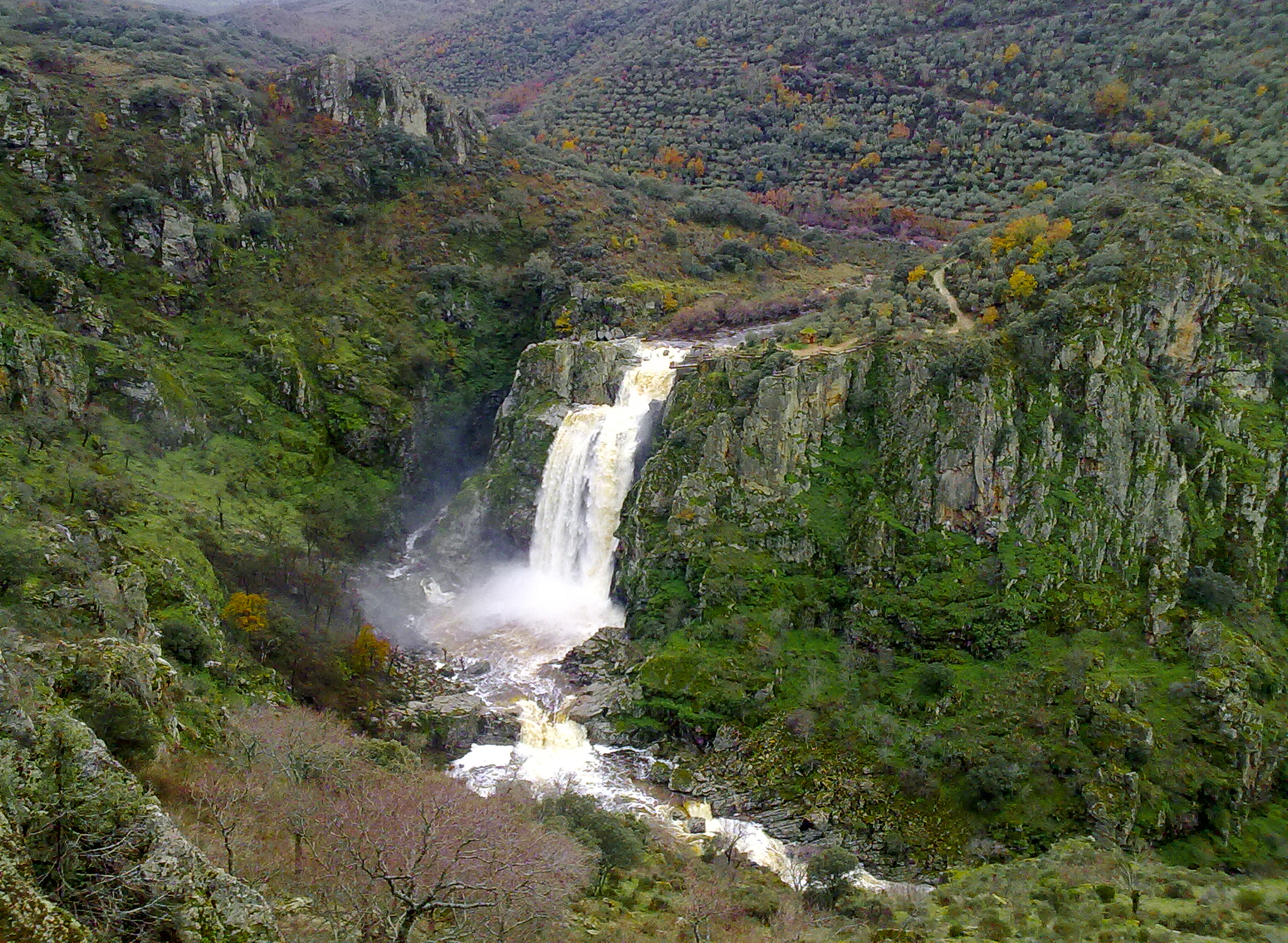
Pozo de los Humos

El parque natural de Arribes del Duero afecta a 37 términos municipales:
- 24 pertenecientes a la provincia de Salamanca: Ahigal de los Aceiteros, Aldeadávila de la Ribera, Almendra, Barruecopardo, Bermellar, La Bouza, Cabeza del Caballo, Cerezal de Peñahorcada, La Fregeneda, Hinojosa de Duero, Lumbrales, Masueco, Mieza, La Peña, Pereña de la Ribera, Puerto Seguro, Saldeana, San Felices de los Gallegos, Saucelle, Sobradillo, Trabanca, Villarino de los Aires, Vilvestre y La Zarza de Pumareda.

- 13 pertenecientes a la provincia de Zamora: Argañín, Fariza, Fermoselle, Fonfría, Gamones, Moral de Sayago, Moralina, Pino del Oro, Torregamones, Villadepera, Villalcampo, Villar del Buey y Villardiegua de la Ribera.

Dentro de estos 37 términos municipales existen otras localidades anejas o pedanías que también forman parte del parque. Son Badilla, Carbajosa, Castro de Alcañices, Corporario, Cozcurrita, Fuentes de Masueco, Fornillos de Fermoselle, Formariz, Mámoles, Palazuelo de Sayago, Pinilla de Fermoselle, Salto de Aldeadávila, Salto de Castro, Salto de Saucelle, Salto de Villalcampo, Tudera y Zafara. Por el contrario, muchos de los términos municipales del parque solo están incluidos parcialmente en su demarcación por lo que a algunos núcleos poblacionales de esos municipios no les afecta la delimitación del parque. Es el caso de Almendra, Barruecopardo, Cabeza del Caballo, Fonfría, Lumbrales, Moral de Sayago y Villar del Buey.
En algunas localidades limítrofes todavía existe interés por pertenecer al parque, como es el caso de Olmedo de Camaces, Fuenteliante y Bañobárez que en 2004 solicitaron su inclusión. De hecho, estos municipios estuvieron incluidos en el anteproyecto del parque natural pero finalmente fueron excluidos de la demarcación definitiva. Bogajo, Cerralbo, Encinasola de los Comendadores, El Milano, La Redonda, Muga de Sayago y Villasbuenas también se consideraron dentro del parque en un principio.
Las profundas incisiones de los ríos Duero y Águeda hacen de frontera natural entre España y Portugal en esta zona, dividiendo una zona de idénticas características entre ambos países. El Duero y sus afluentes son el elemento común y nexo de unión de todo un territorio que se extiende linealmente a lo largo de más de 120 km. El Duero es internacional desde la presa de Castro hasta Barca de Alba. En este lugar se le une el río Águeda, que es internacional desde esta aldea hasta el lugar donde se le une el río Turones, cerca de La Bouza. La parte española, declarada parque natural de Arribes del Duero, se extiende sobre una superficie de 106 105 hectáreas, mientras que la parte portuguesa, declarada parque natural del Duero Internacional, se extiende sobre una superficie de 85 150 hectáreas. Los dos parques suman una superficie de 191 255 hectáreas, lo que convierte a esta zona en una de las áreas protegidas más grandes de Europa. 
La Unión Europea también protege la biodiversidad de Arribes a través de las figuras de zona especial de conservación y zona de especial protección para las aves de la Red Natura 2000. La protección se debe a la especial fisonomía de este territorio, caracterizado por la vertebración que sobre él imprime el Duero y sus afluentes, que ha dado lugar a una serie de cañones fluviales y la existencia de una penillanura colindante de paisaje adehesado, que además es el hábitat y zona de reproducción de aves como la cigüeña negra, el alimoche, la garza real, el milano real y el búho real. La primera de las zonas protegidas es la denominada Cañones del Duero (ZEPA-ES0000206, con 17 374 ha, y ZEC-ES4190102, con 13 611 ha) que comprende la ribera del Duero aguas arriba del límite con Portugal, entre la confluencia con el río Esla y la ciudad de Zamora, y que incluye el embalse de Villalcampo. Este espacio protegido limita al oeste con un segundo espacio protegido por la Red Natura 2000 con la denominación de Arribes del Duero, que incluye un área ligeramente superior al territorio protegido como parque natural por la Junta de Castilla y León con la misma denominación (ZEPA-ES0000118, con 108 054 ha, y ZEC-ES4150096, con 106 178 ha). Una tercera área es la denominada Riberas de los Ríos Huebra y Yeltes (ZEPA-ES0000247, con 2194 ha) y Riberas de los Ríos Huebra, Yeltes, Uces y afluentes (ZEC-ES4150064, con 4743 ha) que protege un espacio que incluye varios tramos de los ríos Huebra, Yeltes, río de las Uces, Maíllo, Morasverdes, Gavilanes y Tenebrilla, así como de los arroyos Zarzoso, Navia de Fiuncia, Zarzosillo, Moresna, Madriega, Vallefrío, Campocerrado y Cilleruelo. Se incluyen además las Lagunas y pastizales asociados de Tenebrón. En total suman unos 240 km lineales de cauces tributarios del río Duero. Una cuarta zona es la denominada Río Águeda (ZEPA-ES4150087, con 552 ha) y Riberas del Río Águeda (ZEC-ES4150127, con 934 ha) que está formada por un único tramo del citado río, caracterizado por contar con un cañón fluvial de escarpadas laderas abruptas y cerradas, una zona muy agreste y aislada. Por último, está el denominado Campo de Argañán (ZEPA-ES0000218, con 17 304 ha, y ZEC-ES4150098, con 9272 ha), que afecta a los términos municipales de La Bouza y Puerto Seguro, y que destaca por la existencia de un paisaje adehesado con presencia de quercus ilex sp. rotundifolia.

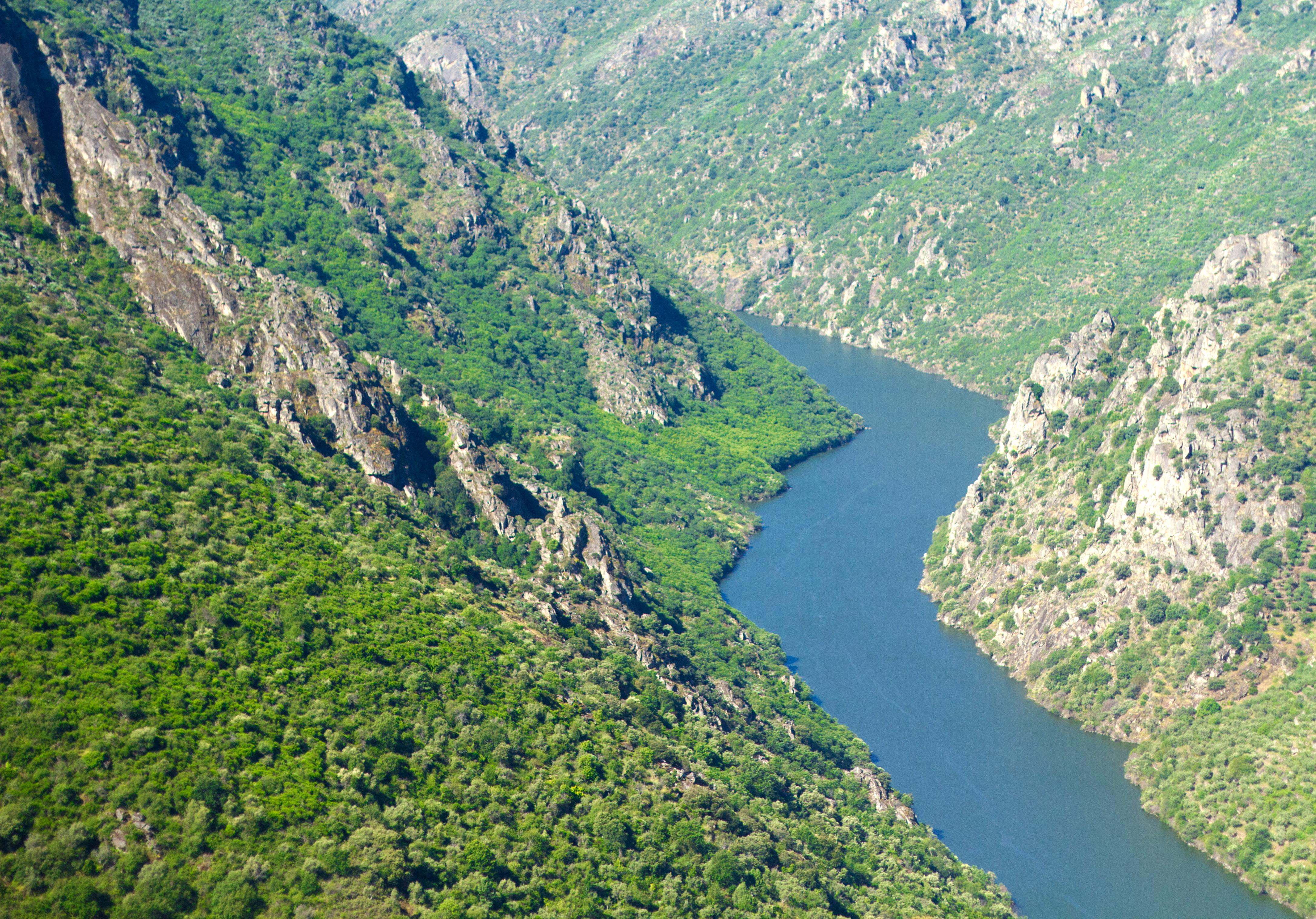
El bosque de almeces de Mieza es el más extenso de Europa

La Unesco reconoció en 2015 el nivel de conservación de recursos cinegéticos, especies, ecosistemas y paisajes de Arribes, incluyendo el territorio de los parques naturales de Arribes del Duero y del Duero Internacional dentro de Meseta Ibérica, una reserva de la biosfera transfronteriza que incorpora además el parque natural Lago de Sanabria y sierras Segundera y de Porto, el parque natural de Montesinho, los Cañones del Duero, las Lagunas de Villafáfila, la sierra de la Culebra y la pantano del Azibo y Romeo.

## Ecosistemas
La fauna y la flora de este territorio brilla por la gran riqueza y variedad de especies que las componen. La singularidad del clima junto con la peculiaridad de la orografía, favorecen la existencia de un ecosistema natural de singular belleza. Las especies animales y vegetales que lo habitan, constituyen una síntesis de entre las que se pueden encontrar en el clima mediterráneo de los valles y en el clima continental de la penillanura. En esta demarcación habitan unas 200 especies de aves, al menos 45 de mamíferos, 16 de peces, 11 de anfibios y 17 de reptiles.
La diversidad animal es uno de los motivos más importantes por los que Arribes se declaró parque natural. Destaca el elevado número de aves, tanto nidificantes como invernantes. Los arribes de los ríos, las grandes masas forestales y los numerosos cursos fluviales, constituyen en conjunto, el hábitat perfecto para numerosos animales, especialmente para las aves. En España existen 465 tipos, en Castilla y León 334 y en Arribes al menos 200.

### Fauna

#### Aves

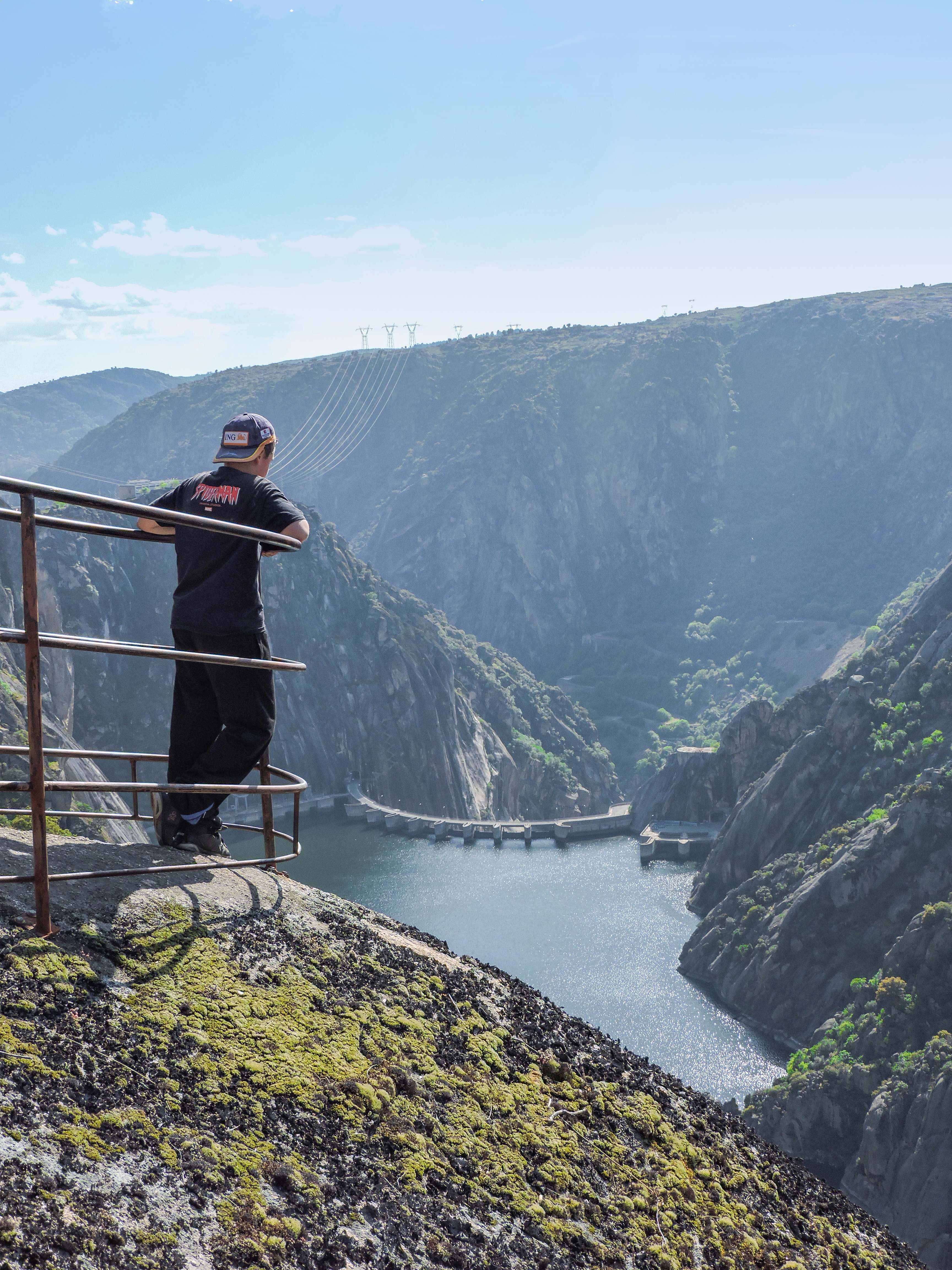
El mirador del Picón de Felipe, en Aldeadávila, un buen lugar para observar las aves

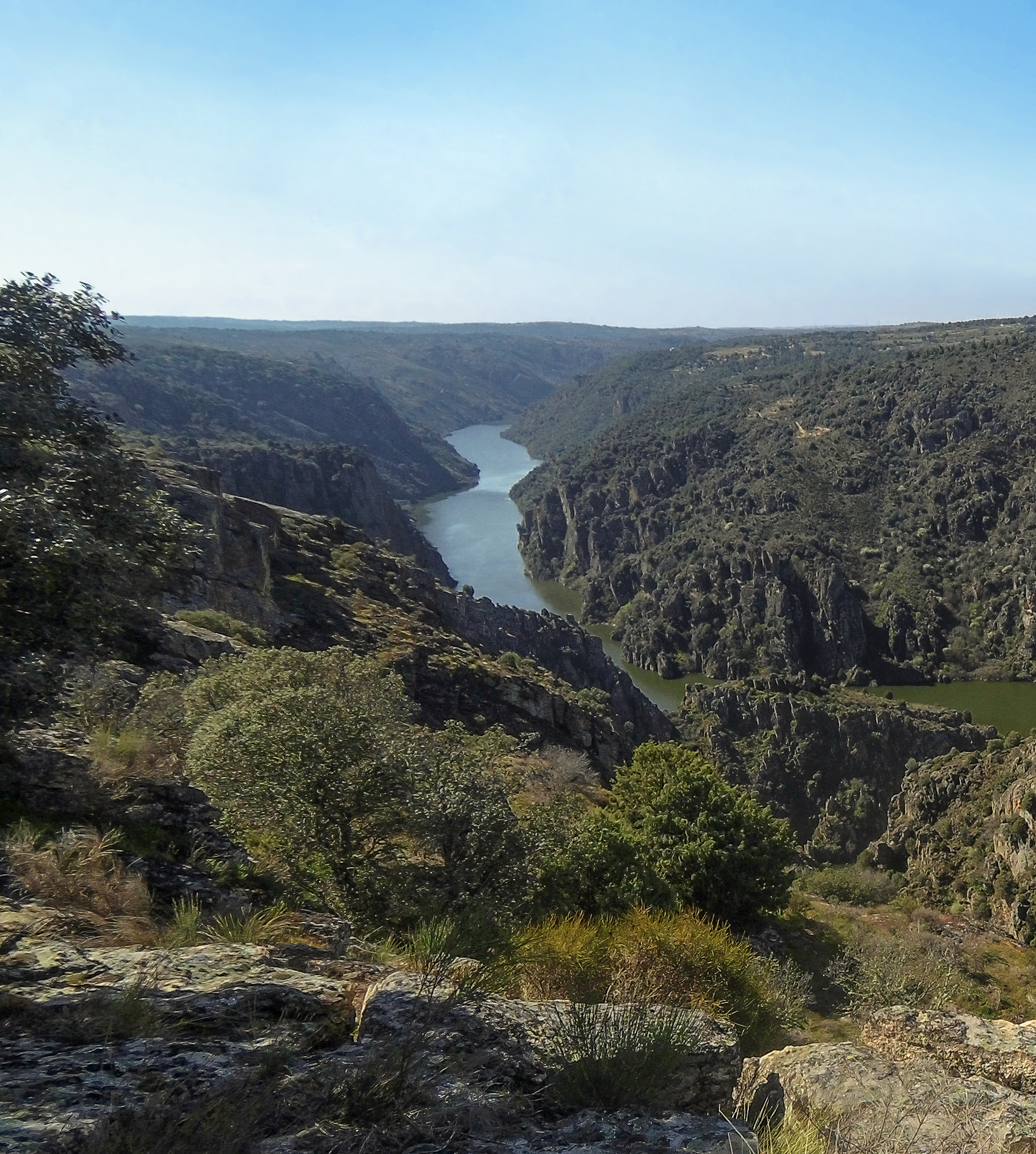
Mirador de las Barrancas, en Cozcurrita, municipio de Fariza

La cigüeña negra es el ave más emblemática. Los huecos y recodos del arribanzo son el lugar elegido para la nidificación de esta ave que en España está incluida dentro de las especies con posible peligro de extinción. Es por tanto este espacio natural, un punto clave para la conservación de esta especie. En 1995 y 1998, se designaron varias Áreas Críticas para la Conservación de la Cigüeña Negra. Las 20 parejas de cigüeña negra que hay en esta zona, suponen el 8% de la población española y el 25% de la de Castilla y León (datos de febrero de 2005).
Junto con la cigüeña negra, las grandes rapaces constituyen las otras nidificantes más significativas e importantes de Arribes. Entre ellas, la forma del buitre leonado es la más sencilla de reconocer, pues campea a sus anchas por toda el área. En 2005 tenía una población de 550 parejas. También destacan y son relativamente fáciles de reconocer las siluetas del alimoche (75 parejas en 2005), el búho real (25 parejas en 1992), el águila real (24 parejas en 2005), el águila perdicera (17 parejas en 2005), el milano real (9 parejas en 2005) y el halcón peregrino (6 parejas en 2005). Menos insólitas, destacan las poblaciones de chova piquirroja (159 parejas en 2005) y cigüeña blanca (115 parejas en 1999).
En 1990 las arribes fueron declaradas Zona de Especial Protección para las Aves (ZEPA). Las especies protagonistas de este logro son el águila perdicera, el águila real, el alimoche, el búho real, el buitre leonado, la chova piquirroja, la cigüeña negra y el halcón peregrino.
Entrando ya a nombrar el resto de aves, son reseñables aquellas que dependen del resguardo de los arribanzos para criar o simplemente para sobrevivir. La más común es el avión roquero, que a diferencia del de otras zonas, permanece aquí todo el año gracias al microclima. Otras destacables son la chova piquirroja, el cuervo, la golondrina dáurica, la grajilla, el roquero solitario y el vencejo real.
En los bosques donde predominan los robles, se encuentran pequeñas poblaciones de arrendajo, becada, camachuelo común, mirlo común, mito, pico menor, pico picapinos, pito real, torcecuello, trepador azul y zorzal común. En los bosques donde predominan las encinas, son más frecuentes los alcaudones comunes, los alcaudones reales, los agateadores, los críalos y los rabilargos. Otras rapaces forestales con presencia son el águila calzada, el milano negro, el milano real y el ratonero común. Durante la noche son frecuentes el autillo, el búho chico, el cárabo y el chotacabras gris.
En las riberas de los ríos, se puede ver al chorlitejo chico, la focha común, la gallina de agua, la garza real, el martín pescador y el mirlo acuático.

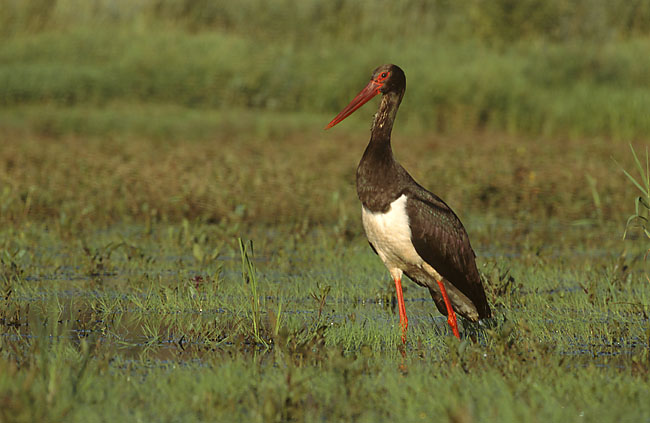
Cigüeña negra
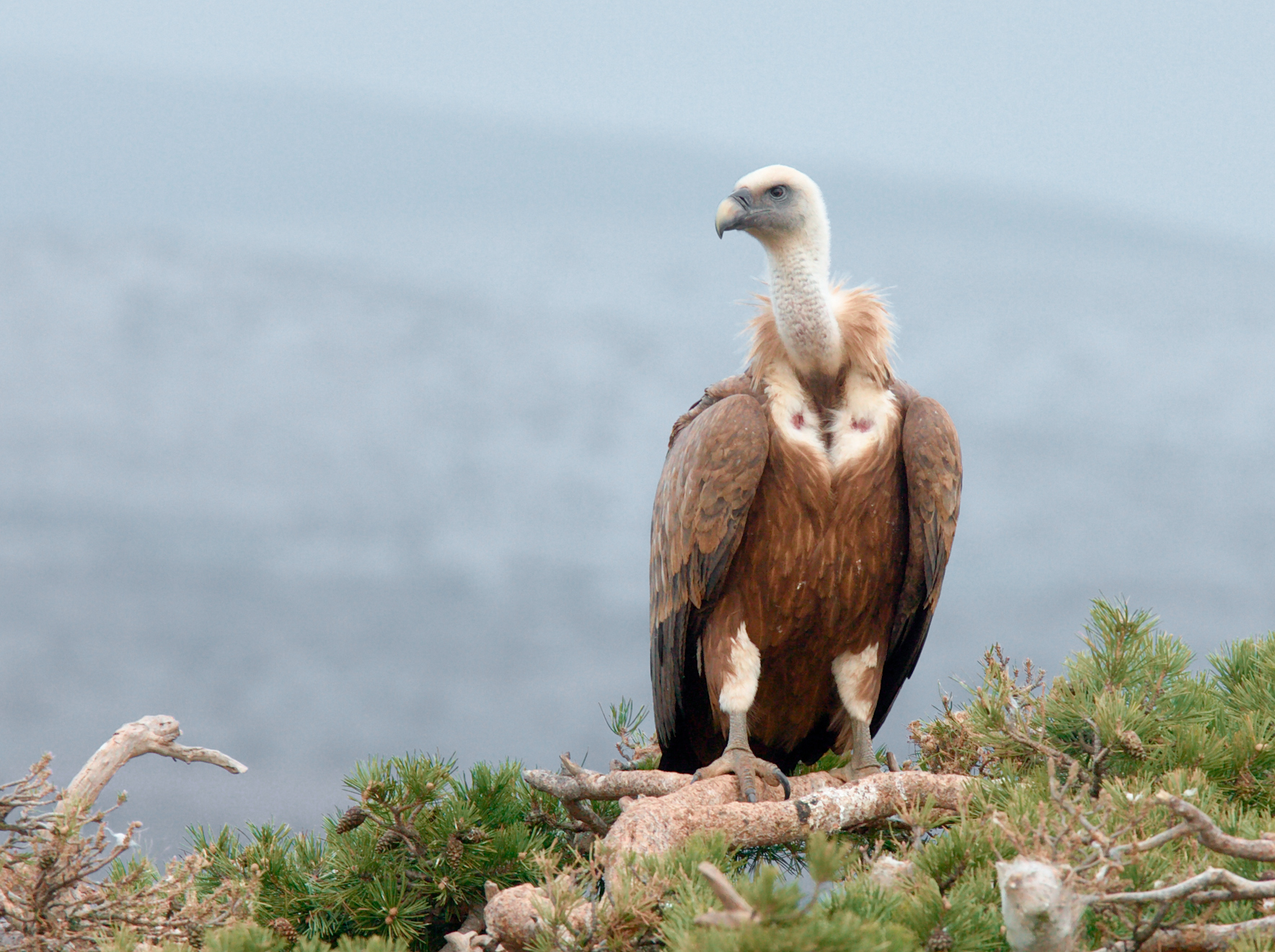
Buitre leonado
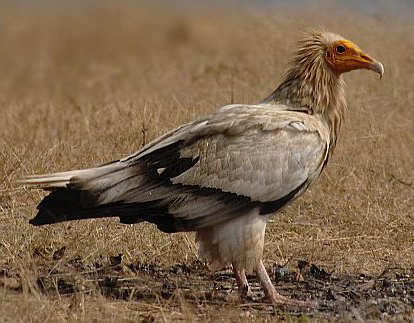
Alimoche
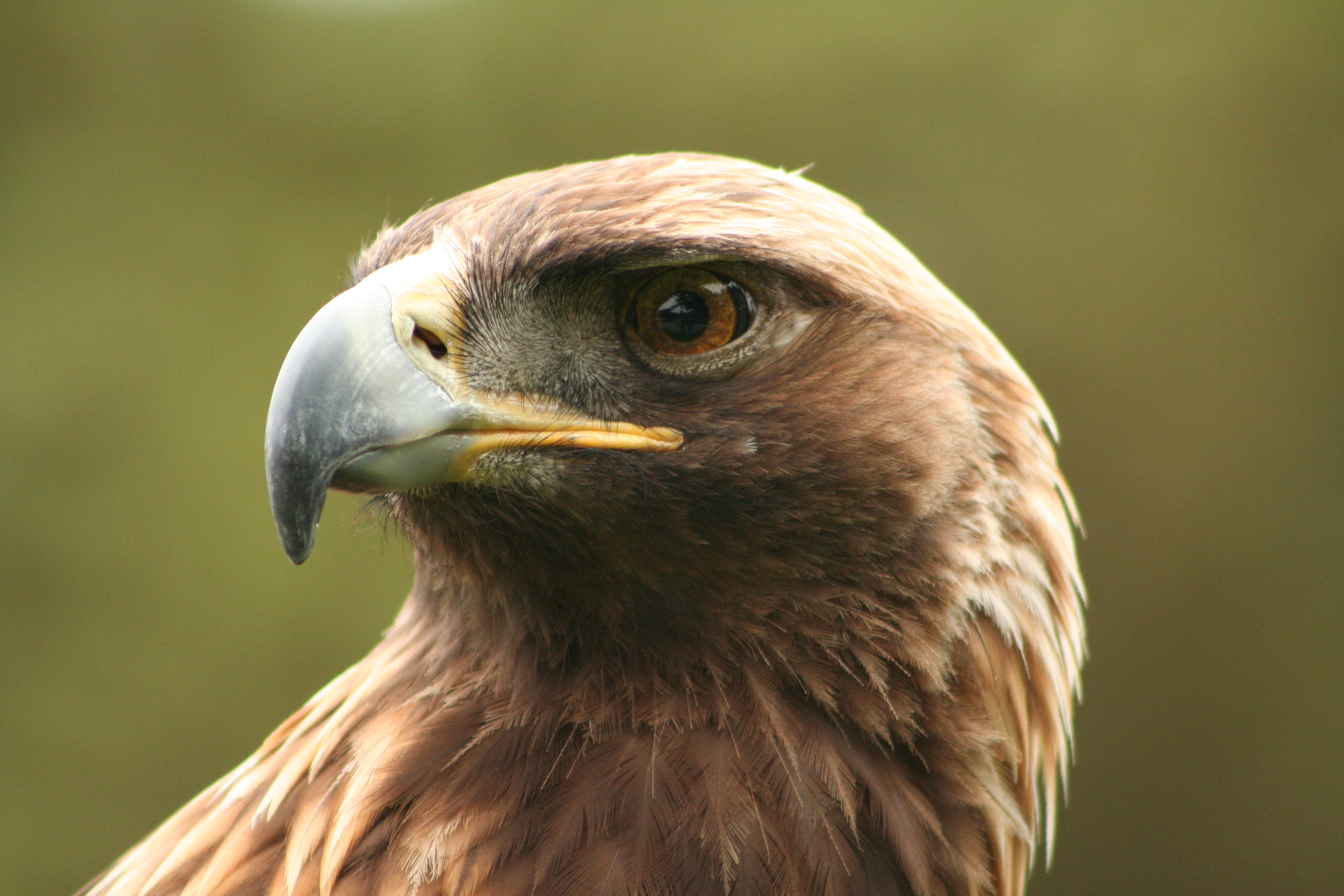
Águila real

#### Mamíferos
De las noventa especies de mamíferos existentes en la península ibérica, al menos cuarenta y cinco se han observado en esta zona. Es destacada la presencia de murciélagos, de los que se calcula la presencia de catorce tipos. En su proliferación ha tenido especial trascendencia el abrigo proporcionado por los roquedales de los acantilados y el especial clima benigno de la zona.
Pasando a enumerar las especies terrestres, reseñar la presencia de ejemplares tan escasos como son el gato montés y el tejón.
Uno de los mamíferos cuya presencia despierta un especial interés, por su escasez y galopante regresión en el continente europeo, es la nutria. La construcción de numerosos embalses fue antaño la principal causa de su casi completa desaparición en el Duero, de la que escasamente se ha ido recuperando con el paso del tiempo.
El lobo sigue presente aunque en menor medida que antaño debido al temor que produce en los ganaderos, ya que de vez en cuando se producen ataques a ovejas y otros animales. Al sur del Duero está protegido por la Unión Europea y se prohíbe completamente su caza para favorecer la recuperación. Hace unos años estaba prácticamente extinto y sólo se avistaba alguna vez que cruzaba desde el norte zamorano o portugués. Otros mamíferos, ya relativamente más abundantes, serían el zorro, jabalí, jineta, conejo, liebre, erizo, comadreja, garduña y lirón careto.
El más significativo de todos los mamíferos que han habitado Arribes, es el endémico lince ibérico. Aunque actualmente se da por extinguido en la zona, algunos expertos afirman que en los valles más tranquilos y de vegetación mejor conservada, aún podrían quedar algunos ejemplares. De hecho, aunque no esté demostrada su supervivencia en estas tierras, en la mayoría de los carteles, folletos y webs de promoción y publicidad de la zona, así como en la propia ley de declaración como parque natural, todavía lo incluyen entre sus especies.

#### Peces

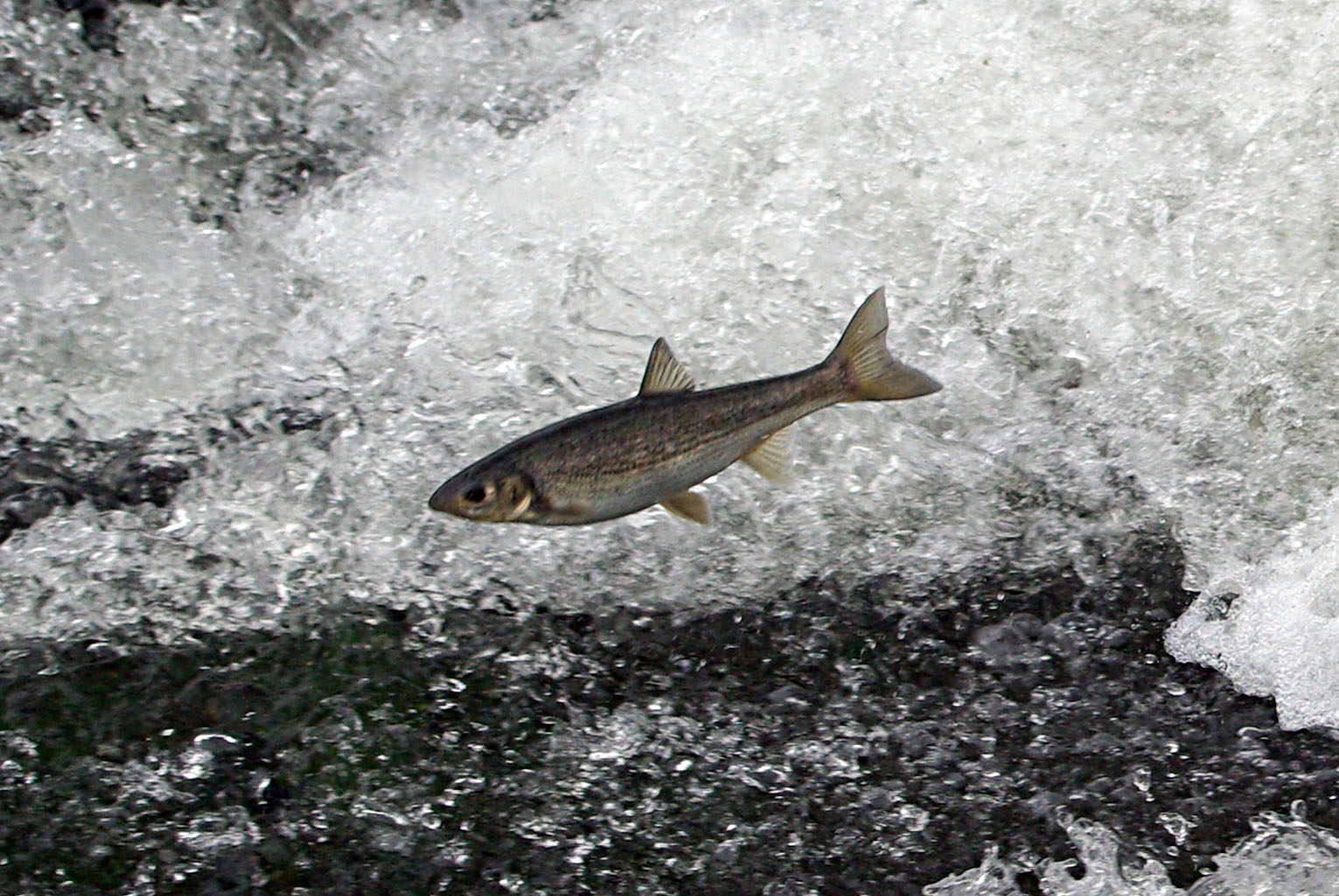
Boga del Duero tratando de superar un obstáculo en el río

La actual diversidad de peces es consecuencia directa de la intervención humana pues la mayoría han sido introducidos, no pertenecen al ecosistema original. De las cincuenta y seis especies que habitan las aguas continentales españolas, en las arribes están presentes dieciséis. Entre los ejemplares que se encuentran en las aguas de Arribes hay especies autóctonas como el barbo común, boga, colmilleja, la pardilla y calandino, gallego, bermejuela, escallo y especies exóticas como el lucio, carpín, carpa, gobio, tenca, gambusia, percasol, black-bass.
La escasez de esturiones, mucho más abundantes antes de la construcción de las presas por tratarse de una especie anádroma, ha motivado su clasificación como especie en peligro de extinción. La anguila es otra especie migradora (catádroma) y por motivos similares también está catalogada como amenazada en la parte española del Duero. Para garantizar la supervivencia de estas especies, se ha propuesto la necesidad de mejorar las escalas o pasos para peces de nuestras infraestructuras hidráulicas.

#### Anfibios y reptiles
En comparación con otras zonas del mundo, debido al bajo volumen de precipitaciones y el rigor térmico, las condiciones ambientales del centro peninsular no son las más idóneas para la proliferación de los anfibios. De las veintisiete especies contabilizadas en suelo español, al menos dieciocho están en Castilla y León y once en los arribes, de las que al menos dos son endémicas: tritón ibérico y sapo partero ibérico. Son abundantes el sapo común, sapo corredor, tritón jaspeado, rana de san Antonio y la salamandra común.
Al contrario que en el caso de los anfibios, Arribes es un hábitat idóneo para la proliferación de reptiles, tanto por clima como por relieve. De los cuarenta y un tipos de anfibios presentes en suelo español y los treinta en suelo castellanoleonés, en las arribes se han contabilizado hasta diecisiete especies. Los más abundantes son el lagarto ocelado, la lagartija colilarga, el bastardo y la culebra escalera. Estos a su vez se han convertido en elementos clave de la alimentación de las rapaces diurnas, por la disminución progresiva de otros animales como conejo y perdiz. Relevante es también la presencia de la salamanquesa común, amparada por la mayor benignidad climática, junto al galápago europeo y el galápago leproso.

### Vegetación
La importante diversidad vegetal existente Arribes es consecuencia directa de la peculiaridad geográfica y climática de la zona, y es que el clima mediterráneo presente en los arribes permite por ejemplo cultivar variedades no habituales en la meseta. A finales del siglo XIX se llegó a ver incluso caña de azúcar. Esto es posible debido a que los inviernos son más cortos y por tanto el periodo libre de heladas es más amplio.
Antiguamente la agricultura y la ganadería estaban muy presentes, la superficie dedicada a estas actividades era bastante mayor que hoy en día, y como en muchos sitios, esto acabó con muchos de los bosques que cubrían la práctica totalidad de la península ibérica. En las arribes y a pesar de esto, todavía se conservan numerosos bosques de gran valor ecológico debido a que la dificultad para cultivar en las pendientes escarpadas, frenó la realización de las faenas del campo en ellas. La mayoría de los bosques de Arribes están compuestos por robles. Coexisten con los de alcornoques, almeces, encinas y enebros. Las extensiones de matorral están formadas por chumberas, jaras, piornos, retamas y tomillos.
De entre los bosques de este espacio natural, destacan el almezal de Mieza, por ser el más extenso de Europa con sus más de 250 ha, y el enebral de la Peña del Águila en Cozcurrita, donde se conserva una subespecie de enebro única en Europa. Otros bosques con notoria importancia ecológica son el alcornocal-enebral del monte Gudín en Vilvestre, el almezal de Aldeadávila, el alcornocal de Valduyan en Fornillos de Fermoselle, el almezal cercano al Pozo de los Humos en Pereña o el enebral de La Fregeneda.
La vid es el cultivo más extendido. Destacan las catorce bodegas que elaboran los vinos de la Denominación de Origen Arribes en Aldeadávila, Ahigal de los Aceiteros, Fermoselle, Fornillos de Fermoselle, La Fregeneda, Pereña de la Ribera y Villarino. Además de esto, se pueden ver algunas extensiones importantes de olivos en Aldeadávila, Ahigal de los Aceiteros, Fermoselle, La Fregeneda, San Felices, Mieza, Vilvestre y Villarino. Así mismo, quedan varios campos de almendros en Hinojosa de Duero, Mieza, Saucelle y los más importantes en Fermoselle, La Fregeneda y Vilvestre. Los naranjos también tienen presencia en esta misma zona, sobre todo en Vilvestre. Otros cultivos frecuentes pero en menor medida son los perales, los manzanos, los cerezos, las higueras, los ciruelos, los melocotoneros, los albaricoqueros y los limoneros. Los campos del término municipal de Fermoselle, al abrigo de los arribes del Tormes y el Duero, son un ejemplo de lugar donde se hallan todos estos.

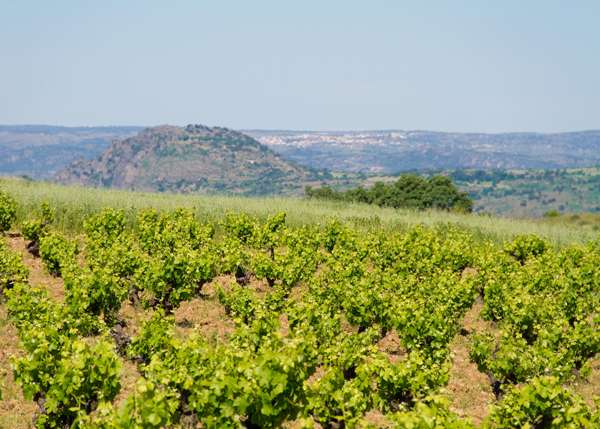
Vides en Aldeadávila
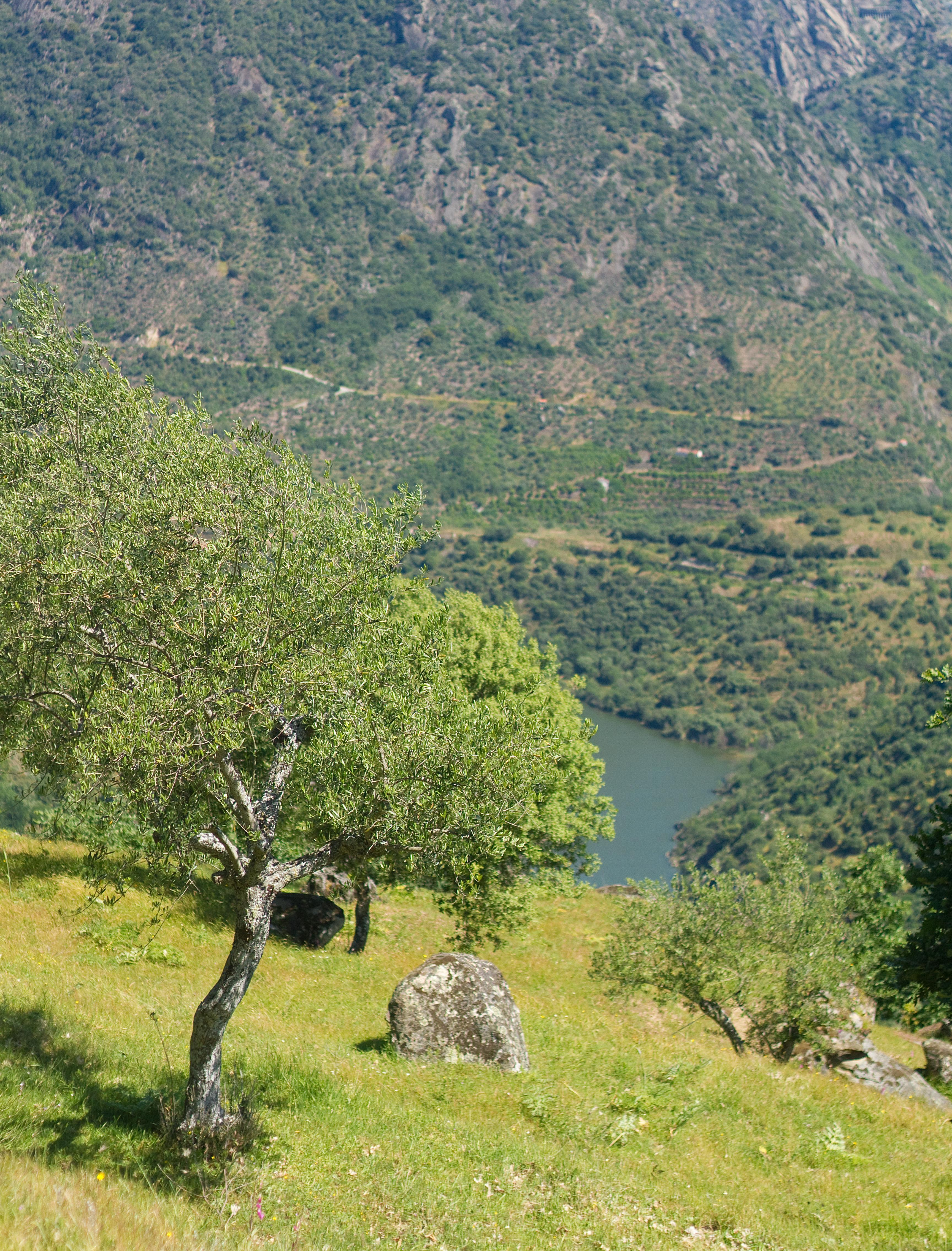
El olivo en Mieza
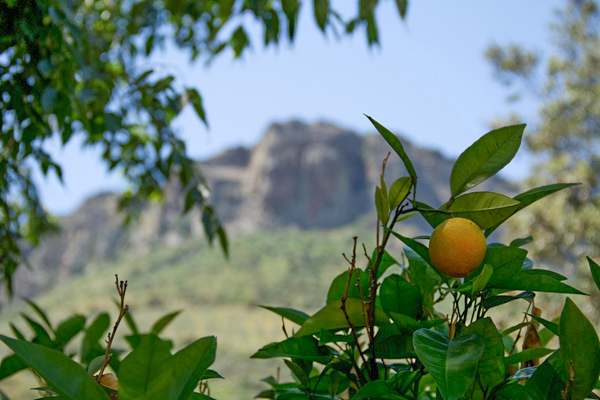
El naranjo en el Salto de Saucelle
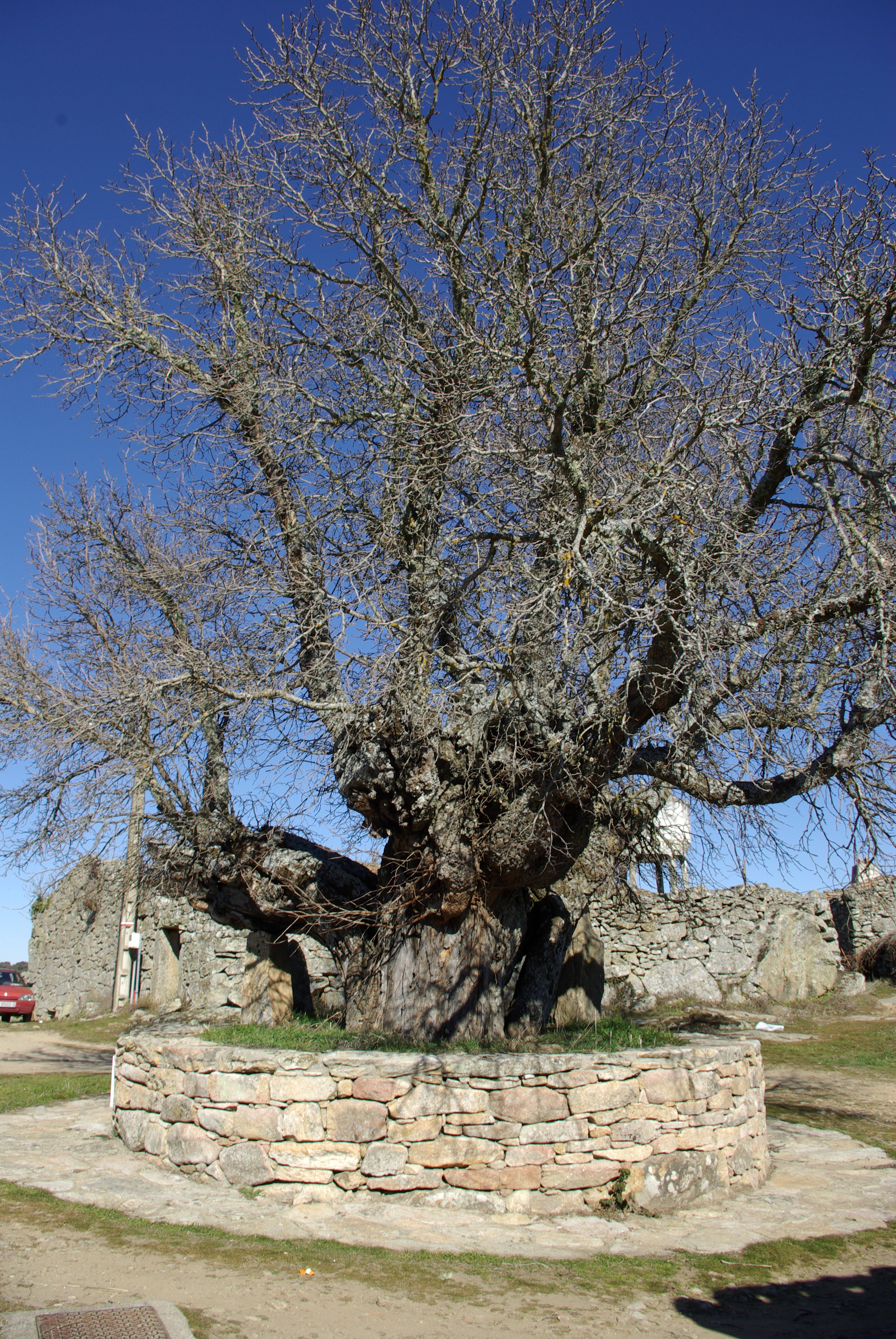
Morera en Cozcurrita
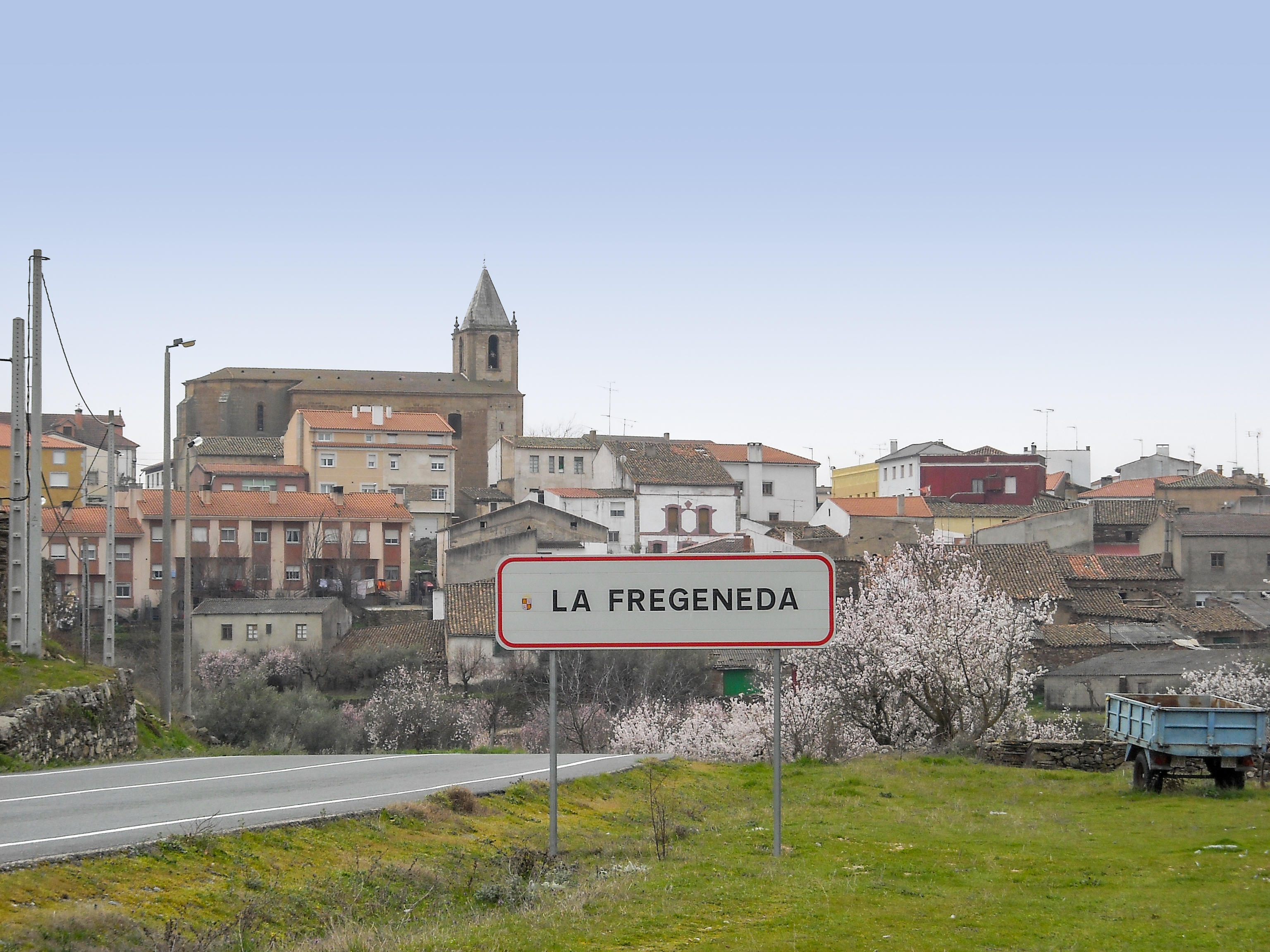
Almendros en flor de La Fregeneda

## Amenazas
Los incendios son la principal circunstancia de peligro para la supervivencia de los ecosistemas y hábitats naturales. También pueden suponer un importante impacto ambiental las posibles nuevas construcciones de presas y embalses, los vertidos incontrolados en las aguas y el levantamiento de grandes líneas de tensión elevada en las centrales hidroeléctricas.
El 10 de abril se publicó en el Boletín Oficial del Estado el informe de impacto ambiental del Plan Nacional de Calidad de las Aguas en Castilla y León, para instalar 39 depuradoras en el oeste salmantino, de modo que se garantizase la calidad ambiental de los ríos de Arribes, puesto que prácticamente la totalidad los municipios de la zona no depuran sus aguas, lo que resulta en un problema de gran calado medioambiental, así como económicos pues los ayuntamientos todos los años deben hacer frente a multas «de entre 6000 o 7000 euros». Para la zona zamorana también se anunció que en 2011 los municipios contarían con depuradoras, pero no se ha vuelto a saber nada del proyecto.
En 2019, Iberdrola anunció que mejoraría sus tendidos eléctricos para proteger al águila perdicera y el alimoche en Arribes, adaptando 83 apoyos identificados en tramos prioritarios a lo largo de más de 22 kilómetros. En 2017 ya se intervino mejorando apoyos, señalizando y retirando algunos tendidos.
Durante varios años se desató un masivo levantamiento popular en contra del interés de determinadas instituciones en albergar una central nuclear en Moral de Sayago o un almacén de residuos nucleares en Aldeadávila. Más recientemente, Moral de Sayago saltó de nuevo a la palestra al haber sido candidato para acoger una central térmica de ciclo combinado.

## Casas del Parque
La peculiaridad de ser un territorio a caballo entre las provincias de Salamanca y Zamora, tiene su reflejo en que la Junta de Castilla y León lo concibió con dos Casas del Parque. Son dos lugares en los que se puede profundizar sobre la historia, la arquitectura, las tradiciones, el trabajo, los paisajes, la vegetación y las especies animales de estas tierras. Una de estas casas está situada en el convento de San Francisco de la zamorana localidad de Fermoselle y la otra en el torreón de la población salmantina de Sobradillo.
- La Casa del Parque del convento de San Francisco,[54] situada en el zamorano municipio de Fermoselle, tiene las siguientes opciones de acceso:

1. Desde Zamora, por la CL-527 directamente hasta Fermoselle.
2. Desde Salamanca, por la SA-300 hasta Ledesma. Allí se toma la SA-302 hacia Almendra, donde se siguen las indicaciones hasta Fermoselle.

- La Casa del Parque del torreón de Sobradillo,[55] situada en la torre del municipio salmantino de Sobradillo, tiene las siguientes opciones de acceso:

1. Desde Salamanca, por la CL-517 hasta Lumbrales. Allí se toma la DSA-464 hasta Sobradillo.
2. Desde Zamora, por la ZA-330, ZA-306 y SA-306 hasta Ledesma, la CL-517 hasta Lumbrales y finalmente la DSA-464 hasta Sobradillo.

La Junta de Castilla y León tiene las oficinas del parque en Fariza, desde las que organiza y coordina todas las actividades de conservación y promoción de la zona.

## Senderos

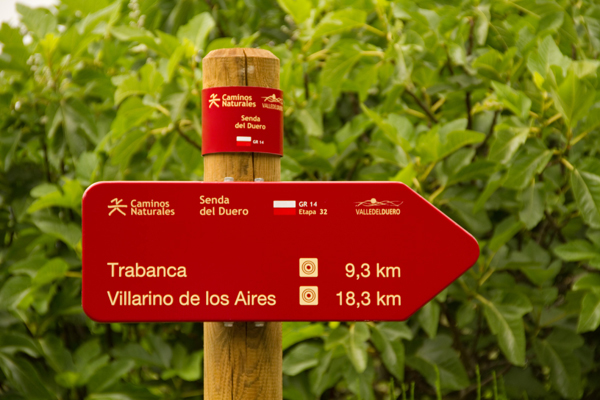
Señal del GR-14 en el paraje de La Cicutina, entre Fermoselle y Trabanca

El principal sendero es el GR-14, que discurre siguiendo el cauce del Duero desde su origen y que se adentra en Arribes por Moral de Sayago, en la provincia de Zamora, y concluye en el Muelle de Vega Terrón, en la provincia de Salamanca, donde el río deja de ser frontera para penetrar en Portugal. Vinculados al GR-14, también conocida como Senda del Duero, existen una multitud de senderos de pequeño recorrido que han sido acondicionados por los distintos ayuntamientos con el fin de poner en valor los elementos naturales y etnográficos más interesantes de sus términos municipales.
En la provincia de Zamora, Moral de Sayago cuenta con los senderos de pequeño recorrido de la Calzada Mirandesa y la ruta de los molinos. En Villadepera el mirador de Peña Centigosa, el Camino de la Barca, el Molino del Cubo y el de la Mina del Carrascal. En Villardiegua el de La Retanja y La Finiestra, Peña Redonda o Castro de San Amede y la Ruta de los Molinos. En Torregamones la Ruta de los Chiviteros, la ruta de los molinos, la Calzada Mirandesa y el del Fuerte Nuevo. En Gamones el sendero de la Ermita de Santa Olaya. En Fariza el Molino Matarrana y la Rivera de los Molinos, la Ermita del Castillo, la senda Fariza-Záfara, el mirador de las Barrancas, la senda de Fariza-Argañín-Tudera, los Lagares Rupestres y Alto del Cueto, el Molino Serafín-Palazuelo de Sayago, Molino de los Fraguales y los Asomaderos del Casito de la Boiza y los Regatos. En Villar del Buey los senderos de Hornos de Rieta la Encina, Molde de Arados, la Ermita de San Miguel y la Caseta de Carabineros. En Fermoselle el sendero del Camino Valpiojo, el mirador de las Escaleras y el sendero de Sotocastillo.

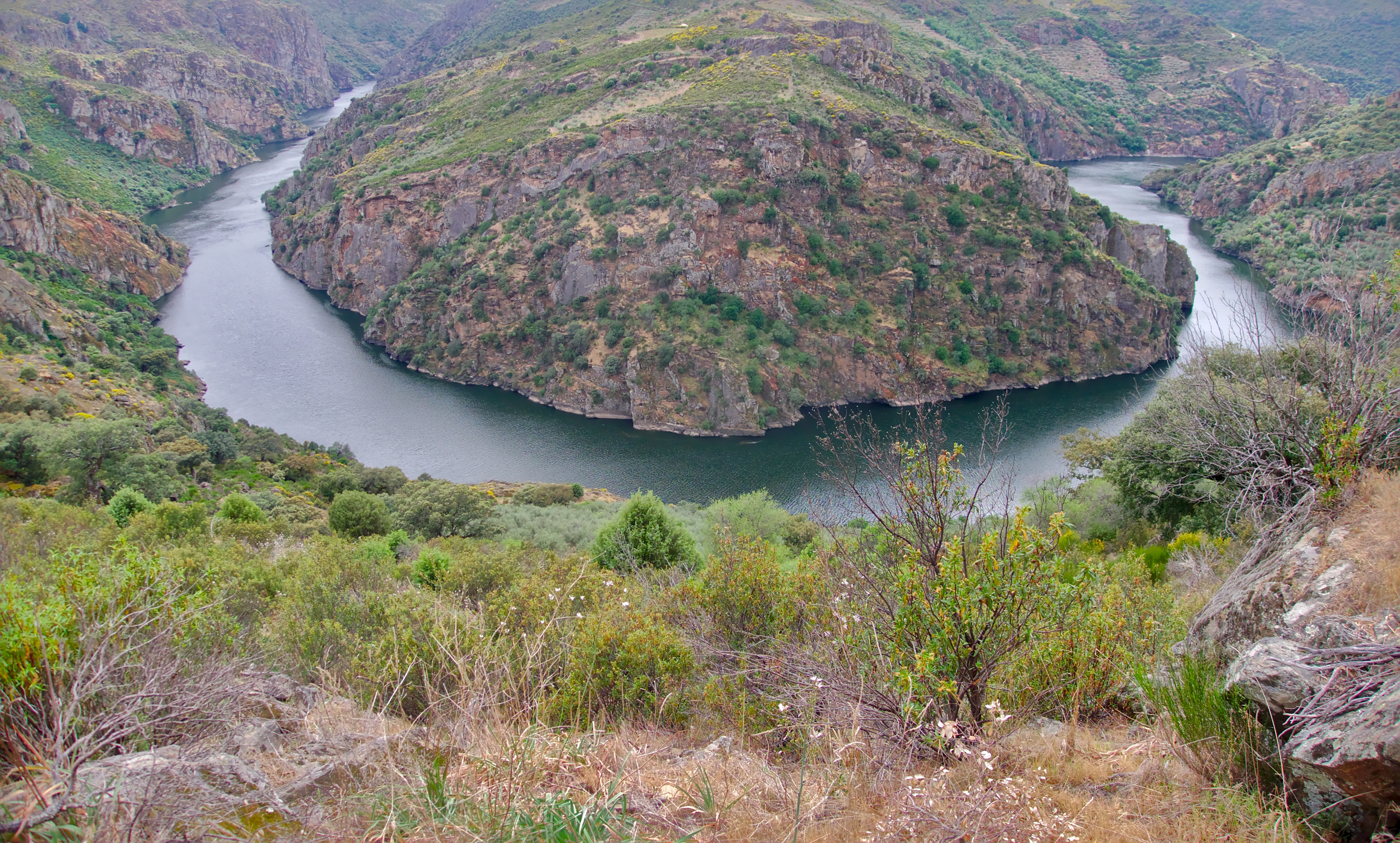
Meandro del Duero en los arribes en Pinilla, desde el GR-14

En la provincia de Salamanca, Villarino de los Aires cuenta con el sendero de Ambasaguas. En Pereña de la Ribera existe el sendero circular del Pozo de los Humos, el Pozo Airón, la Ermita de Nuestra Señora del Castillo y el mirador del cerro de la Fuente Santa. Masueco acondicionó la ruta del Pozo de los Humos, con aparcamiento cerca del mirador de la Peña del Agua, que se puede alargar hasta la Cascada del Pinero. En Aldeadávila el circular que lleva desde los miradores de Rupitín y Lastrón hasta el Picón de Felipe, empezando y finalizando en el pueblo, y el circular del mirador de Rupurupay. En Mieza es especialmente peculiar la ruta que une el área recreativa del Colagón del Tío Paco y el del mirador de la Code con el poblado del Salto de Aldeadávila pasando por Peña La Salve, aunque es lineal y con mucha pendiente. También existe una circular entre el mirador de La Code y el mirador del Águila, pasando por el almezal. En Vilvestre la ruta que culmina en el Monte Gudín. En Trabanca la ruta circular que parte del pueblo para llegar a La Falla del Peine, pasa por la fuente y el mirador del Somaero, para volver al pueblo por el puerto. En Saucelle los caminos de la Muela, del Sierro, de la Barca y de la Dehesa Boyal. Especialmente destacada es la ruta de Las Lavanderas, circular y guiada por códigos QR con información sobre la fauna y flora de la zona, que finaliza en el antiguo lavadero, hoy restaurado a modo de jardín botánico interior. En La Fregeneda el Camino de Hierro que atraviesa las arribes del Águeda. En Sobradillo la ruta circular que pasa por el mirador del Molinillo y el paraje de El Buraco, en las arribes del Águeda. En Saldeana existe la ruta circular de los Molinos del Arroyo Grande que parte desde el pueblo hasta el castro de El Castillo, para continuar por el mirador del Huebra y el mirador del Fraile y la Monja, y acabar en los molinos.

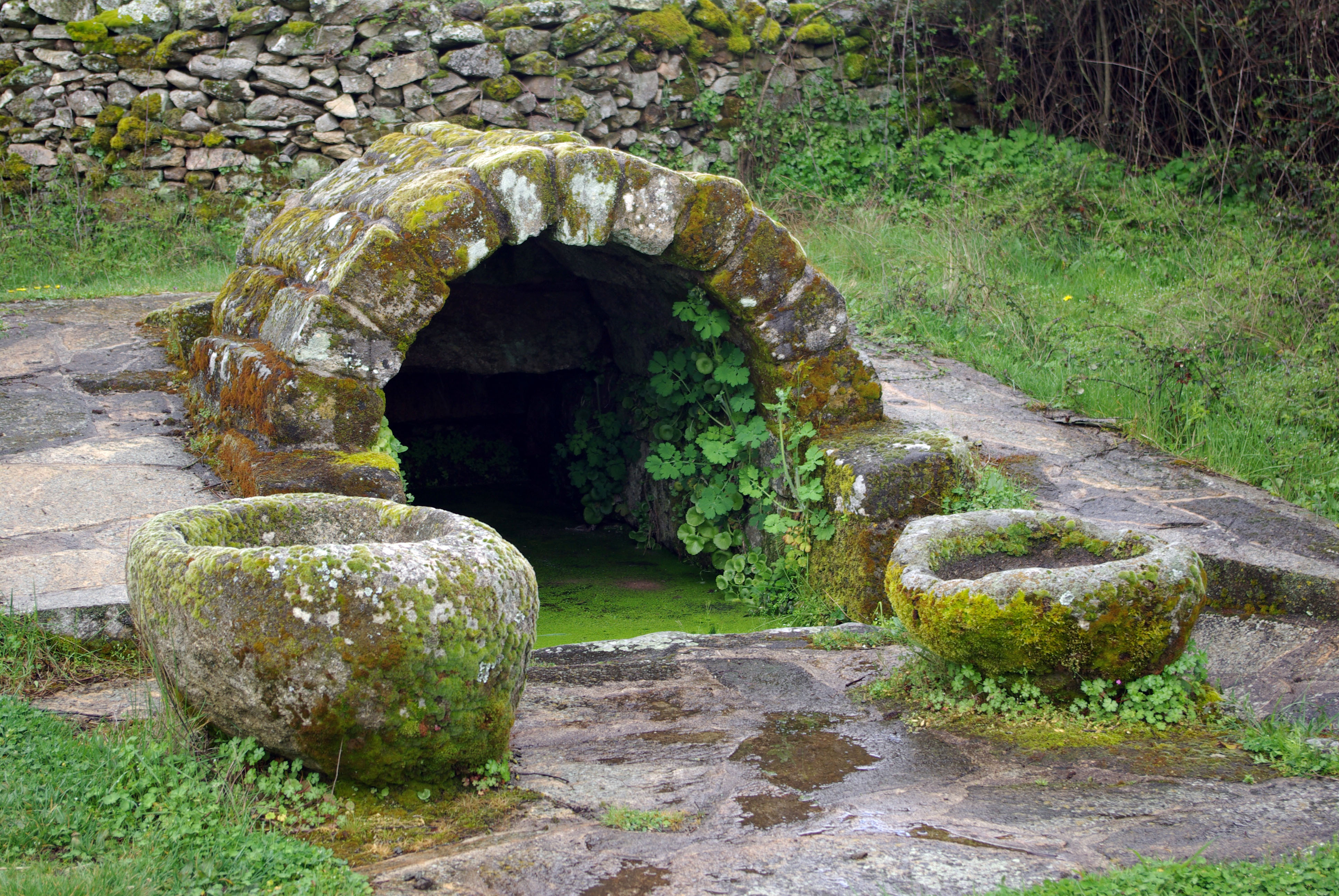
Fuente en Badilla
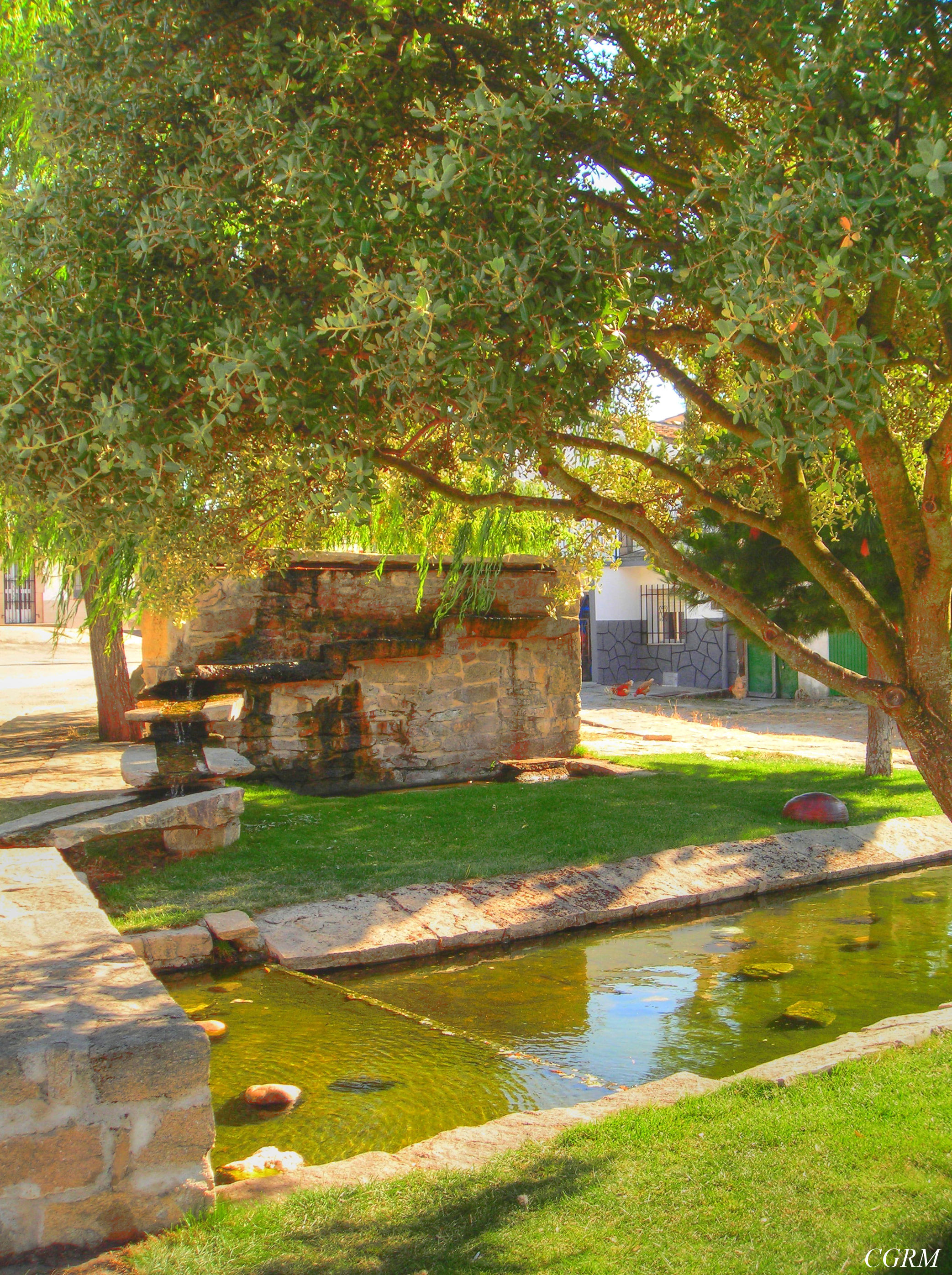
Fuente en Trabanca
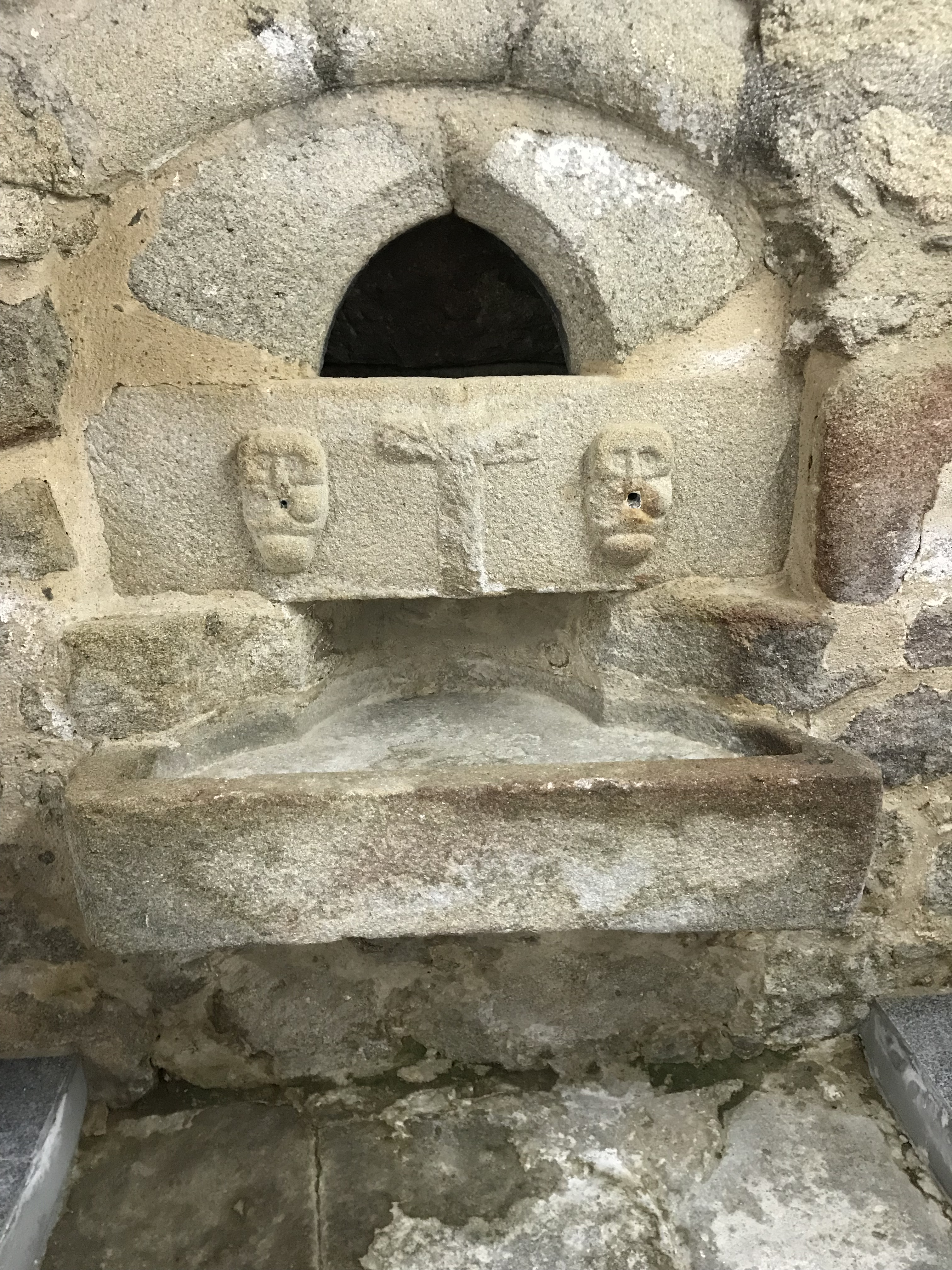
Fuente en Fermoselle
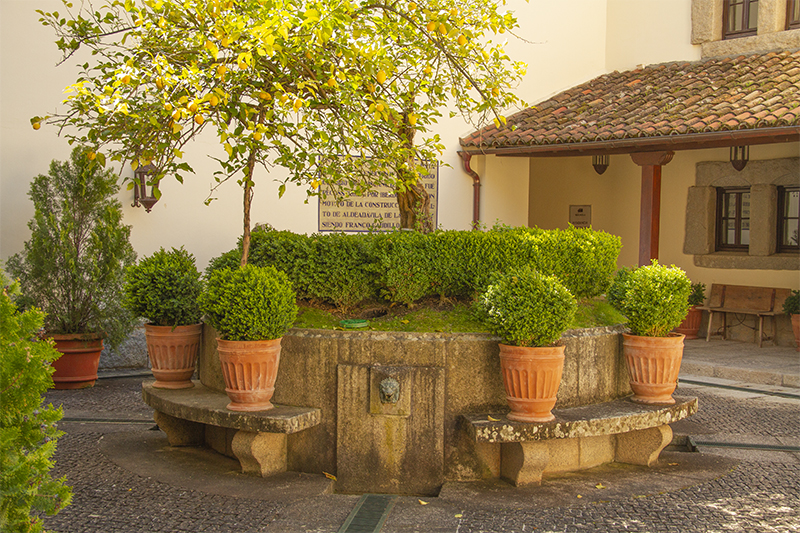
Fuente en el Convento de La Verde

## Embarcaderos y playas fluviales

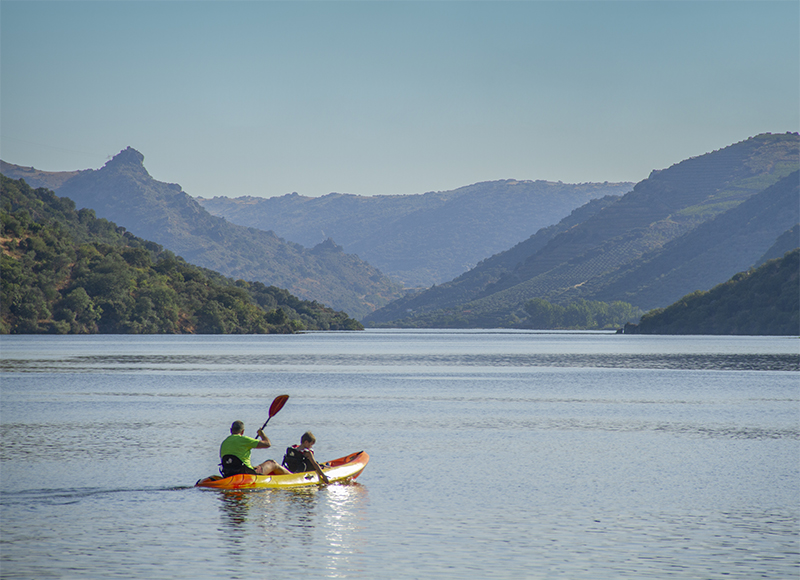
Piragüismo junto al embarcadero de Vilvestre en el paraje de La Barca

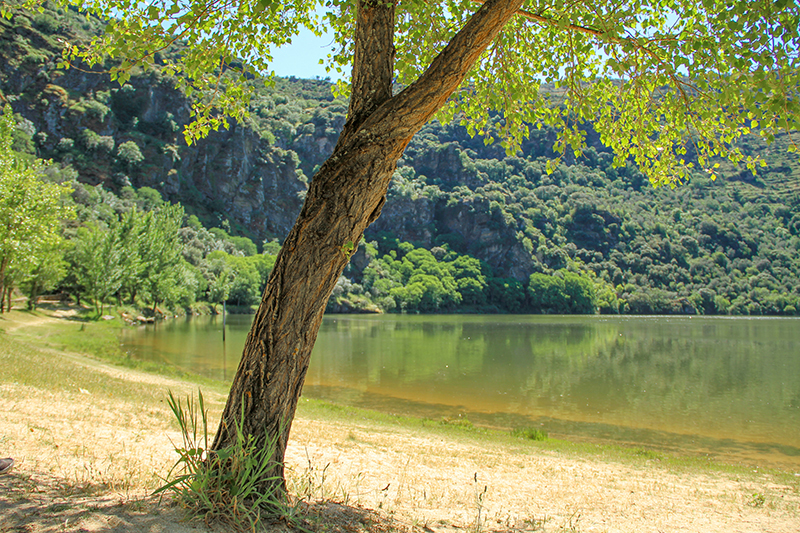
Playa del Rostro, en Corporario

Los paseos en barco por el Duero son uno de los mayores atractivos de Arribes. Los embarcaderos están situados en la playa del Rostro de Corporario, para el barco Corazón de Arribes, el embarcadero de La Barca de Vilvestre y el muelle portugués de Miranda do Douro, con el barco de la Estación Biológica Internacional, que sirve además como plataforma de investigación y conservación de hábitats. Como reciente foco de interés turístico destaca el Muelle de Vega Terrón, punto de origen o destino final de los cruceros que proceden de Oporto.
Otros lugares naturales que destacan turísticamente son las playas fluviales. La mejor acondicionada para el baño es la del Rostro, en Corporario. También se ha habilitado una en el río Águeda, cerca de su desembocadura, en el término municipal de La Fregeneda, aunque actualmente se encuentra bastante descuidada. En el paraje de La Cicutina de Fermoselle existe un vado del Tormes junto al puente de San Lorenzo en el que también se ha habilitado un arenal para reposar y bañarse a orillas del río. Por último es importante reseñar el paraje del muelle de La Barca, en Vilvestre y desde él se organizan viajes en barco hasta la portuguesa playa de la Congida. En Aldeadávila también se ha habilitado una playa con muelle en el Área Recreativa de El Rocoso. En la localidad de Ricobayo, perteneciente al municipio de Muelas del Pan, se encuentra la playa del embalse de Ricobayo, especialmente acondicionada para el baño y que cuenta además con un puerto deportivo. 
Tanto en la playa del Rostro de Corporario, como en La Barca de Vilvestre, en el Área Recreativa de El Rocoso en Aldeadávila y el muelle de Miranda do Douro existe alquiler de equipación para realizar piragüismo. En Pino del Oro se realizan expediciones planificadas por grupos con mayor tiempo.

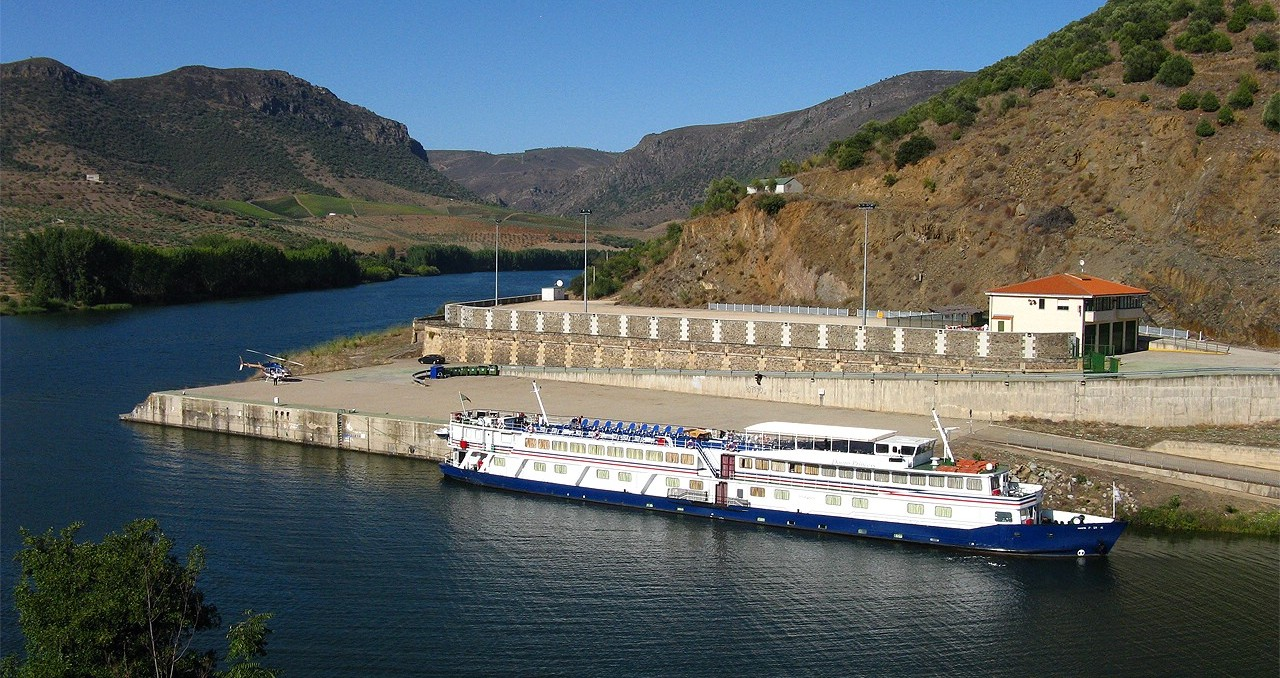
Muelle de Vega Terrón
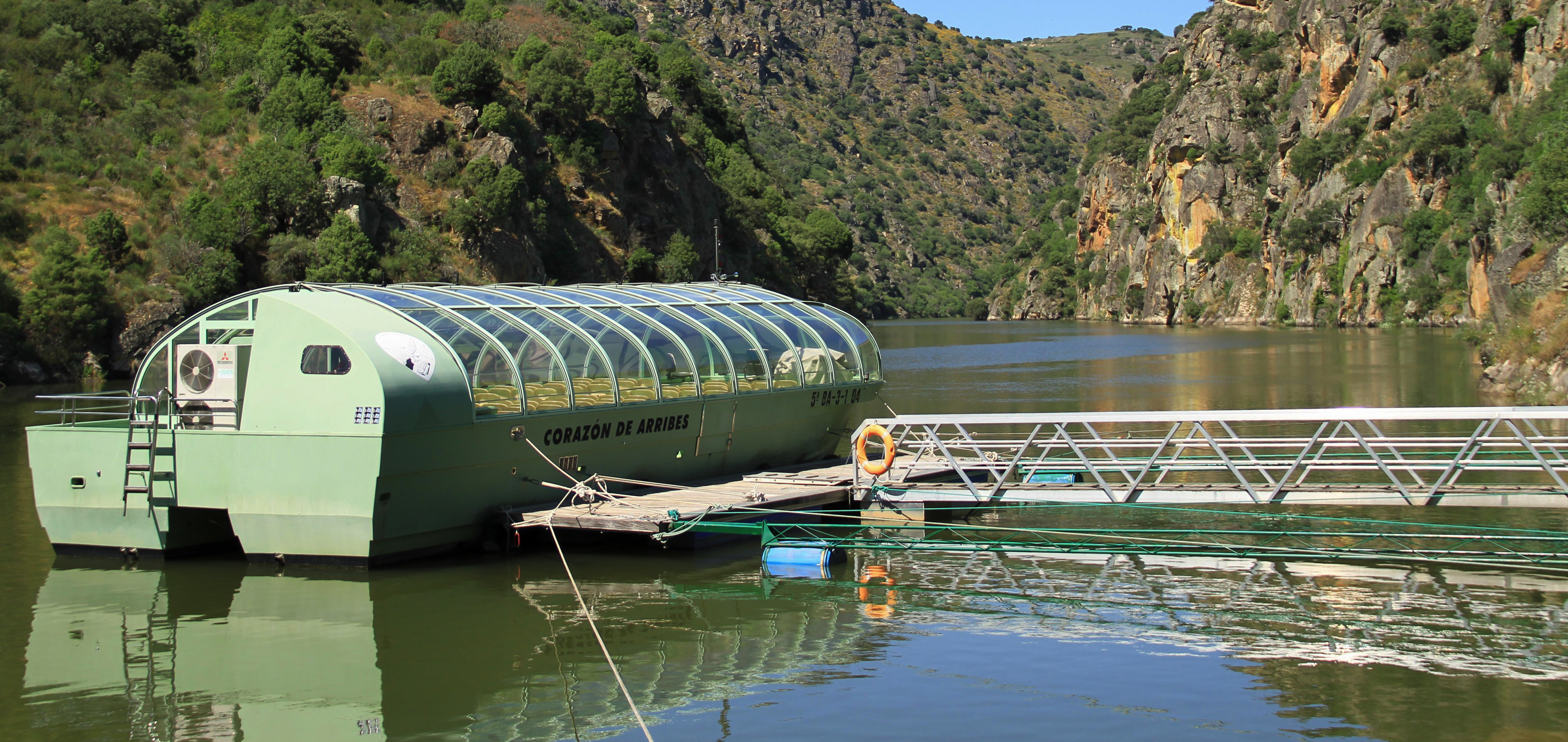
Barco en Corporario
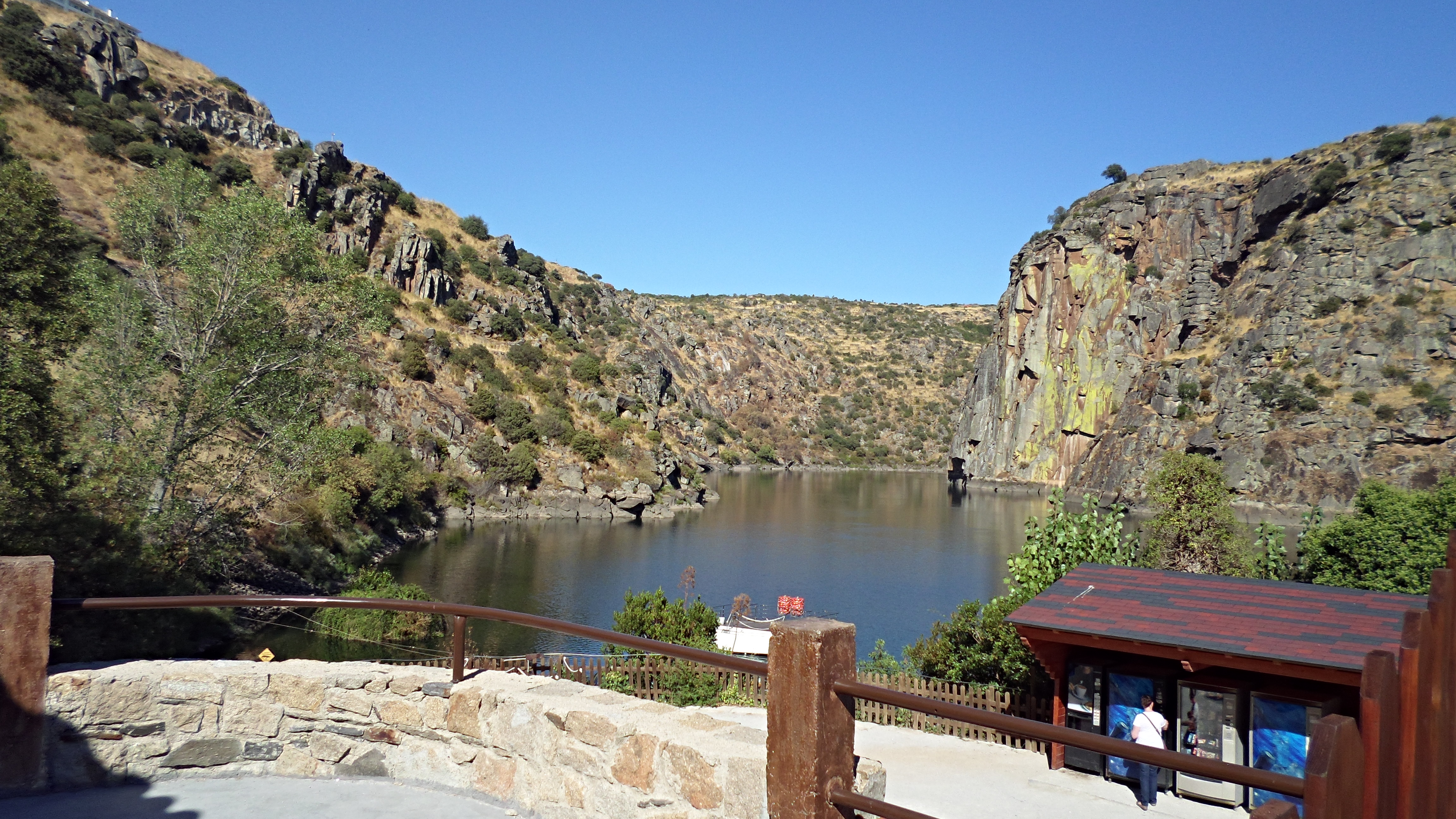
Estación Biológica Internacional